# Josef Glantschnig
Josef Glantschnig (* 4. November 1881 in St. Stefan bei Haimburg; † 9. Juli 1969 ebenda) war ein österreichischer Landwirt, Mühlenbesitzer und Politiker.

## Leben
Glantschnig war der Sohn des Landwirts und Besitzer der Meßner- und der Hude-Hube Josef Glantschnig (* 20. November 1848; † 15. November 1892) und dessen Ehefrau Maria geb. Rabitsch (* 31. Oktober 1858; † 21. September 1920).
Er besuchte die Volksschule und die Ackerbauschule in Klagenfurt und einen landwirtschaftlichen Kurs in der Schweiz. Danach lebte er als Landwirt und Mühlenbesitzer in Oschenitzen (Bez. Völkermarkt).
Er war römisch-katholisch und heiratete am 17. Juni 1912 Maria Mayerhofer (* 18. Mai 1893; † 1. Oktober 1974). Aus der Ehe gingen zwei Söhne hervor.

## Politik
Glantschnig wurde 1907 Gemeinderat in Haimburg. Er war Vizepräsident des Landeskulturrates, ab 1926 Obmann des Landbundes und Mitglied des Präsidiums der Kärntner Landwirtschaftskammer.
Vom 11. November 1918 bis zu seinem Mandatsverzicht am 13. Dezember 1918 war er Abgeordneter in der Provisorischen Landesversammlung von Kärnten für den KBB. Als Nachfolger von Otto Steinwender gehörte er vom 6. April 1921 bis zum 4. Juli 1921 erneut der Landessammlung an und war dort Mitglied des Wehrausschusses. Vom 5. Juli 1921 bis zum 5. November 1923 war er für den KBB erneut Mitglied im Kärntener Landtag, wo er nun Mitglied des land- und volkswirtschaftlichen Ausschusses war.
Im Ständestaat war er vom 19. November 1934 bis zum 11. März 1938 als Vertreter von Land- und Forstwirtschaft Mitglied im Ständischen Kärntner Landtag. Im Landtag war er Mitglied des Ordnungsausschusses.

## Anerkennungen
- 1930 wurde ihm der Titel Ökonomierat verliehen.